# Najla Moawad
Najla Nadżib Issa al-Churi Moawad – libańska działaczka polityczna, wdowa po byłym prezydencie René Moawadzie.

## Życiorys
Najla Moawad urodziła się 3 lipca 1940 roku w Baszarri we wpływowej rodzinie maronickiej Al-Churi. Ukończyła literaturę francuską i historię na Uniwersytecie Świętego Józefa w Bejrucie, a następnie studiowała filologię angielską na University of Cambridge w Wielkiej Brytanii. W latach 60. pracowała jako dziennikarka w dzienniku L'Orient. W 1965 roku wyszła za mąż za René Moawada, z którym ma córkę Rimę oraz syna Michela. Po śmierci męża w zamachu bombowym w listopadzie 1989 roku zaangażowała się w działalność polityczną przeciwko dominacji syryjskiej w Libanie. W latach 1991–2009 zasiadała w Zgromadzeniu Narodowym, reprezentując dystrykt Zagharta. Należała m.in. do Zgromadzenia Kurnet Szehwan i Sojuszu 14 Marca oraz Ruchu Niepodległości, kierowanego przez Michela Moawada. Jest prezesem René Moawad Foundation. W latach 2005–2008 była ministrem spraw socjalnych.